# Филип Москов
Филип Андреев Москов е български революционер и общественик, деец на Съюза на македонските емигрантски организации.

## Биография
Филип Москов е роден в 1882 година в костурското село Дъмбени, тогава в Османската империя. В 1901 година влиза във ВМОРО, посветен от костурските районни началници Лазар Поптрайков и Лазар Москов от Дъмбени. Като четник се сражава в четата на Васил Чекаларов, Пандо Кляшев и селските войводи Васил Какалев и Яни Прешленков. Взима участие в сражението при Смърдеш, когато е обсадена четата на Борис Сарафов, както и в сражението с гръцките чети в село Желево на 21 май 1903 година, и в сражението при Локвата в Дъмбенската планина на 31 май 1903 година. На 8 юни Костурското районно началство му издава Свидетелство за храброст № 8. Взима участие в последвалото през лятото на 1903 година Илинденско-Преображенско въстание и участва в превземането на Клисура, сражението при Бигла, превземането на Невеска, сражението при Апоскеп и в похода в Колонията с войвода Васил Чекаларов. При потушаването на въстанието къщата му заедно с цялото село Дъмбени е опожарена.
До 1916 година остава в Дъмбени. В 1916 година по време на Първата световна война при Леринската операция Българска армия влиза в Костурско и след изтеглянето ѝ Москов се оттегля заедно с нея. Къщата му отново е изгорена от гръцките власти.
В 1925 година се връща в Дъмбени, за да уреди имотите си чрез Смесената гръцко-българска емиграционна комисия, но е арестуван от гръцките власти и през Атина е изпратен на заточение на Андрос. Освободен е благодарение на застъпничеството на българския пълномощен министър бех освободен.
Бежанец е във Варна след края на Първата световна война. Деец на Съюза на македонските емигрантски организации. Участва като делегат от Варненското братство в обединителния конгрес с Македонската федеративна организация от януари 1923 година.
Към 1925 година се намира в Лерин, Гърция, където е арестуван през октомври-ноември по т.нар. Леринска афера и е затворен в Атинския затвор Палеа Стратона, а след това на остров Андрос.
На 22 април 1943 година, като жител на Варна, подава молба за българска народна пенсия, която е одобрена и пенсията е отпусната от Министерския съвет на Царство България.